# Bablari Dewanganj
Bablari Dewanganj è una suddivisione dell'India, classificata come census town, di 6.565 abitanti, situata nel distretto di Nadia, nello stato federato del Bengala Occidentale. In base al numero di abitanti la città rientra nella classe V (da 5.000 a 9.999 persone).

## Geografia fisica
La città è situata a 23° 25' 28 N e 88° 20' 33 E.

## Società

### Evoluzione demografica
Al censimento del 2001 la popolazione di Bablari Dewanganj assommava a 6.565 persone, delle quali 3.309 maschi e 3.256 femmine. I bambini di età inferiore o uguale ai sei anni assommavano a 694, dei quali 335 maschi e 359 femmine. Infine, coloro che erano in grado di saper almeno leggere e scrivere erano 4.491, dei quali 2.523 maschi e 1.968 femmine.